# Stronger (canção de Kanye West)
"Stronger" é uma canção do rapper e produtor americano Kanye West, lançada como o segundo single de seu terceiro álbum de estúdio, Graduation. Foi produzida por West e Mike Dean, seu colaborador frequente. A música contém um sample vocal de "Harder, Better, Faster, Stronger" do duo francês Daft Punk, que recebeu o crédito de composição e teve seus trajes mostrados no vídeo da música que acompanha. O single foi lançado pela primeira vez  digitalmente em 31 de julho de 2007 e logo se tornou o terceiro tema número de Kanye um na Billboard Hot 100 (EUA). O tema ganhou um Grammy Award na categoria "Best Rap Solo Performance".